# شیخ‌قشلاق سفلی
شیخ‌قشلاق سفلی یکی از روستاهای استان آذربایجان شرقی است که در دهستان نقدوز بخش فندقلو شهرستان اهر واقع شده‌است.